# Максимилиан Хайнрих от Бавария
Максимилиан Хайнрих Баварски (на немски: Maximilian Heinrich von Bayern; * 8 Октомври 1621, Мюнхен; † 3 юни 1688, Бон) е принц с титлата херцог на Бавария от династията Вителсбахи, от 1650 до 1688 г. курфюрст и архиепископ на Кьолн, имперски епископ на Хилдесхайм и Лиеж, ерц-канцлер на Италия, херцог на Вестфалия, от 1657 до 1688 г. имперски абат на имперското абатство Стабло-Малмеди, от 1683 до 1688 г. имперски епископ на Мюнстер. Той е привърженик на контрареформацията и на решенията на Трентския събор.

## Живот
Той е третият син на Албрехт VI (1584 – 1666), херцог на Бавария-Лойхтенберг, и на принцеса Мехтхилд фон Лойхтенберг (1588 – 1634), дъщеря на ландграф Георг Лудвиг и съпругата му принцеса Мария Саломе фон Баден-Баден. По-големите му братя са херцозите Карл Йохан Франц (1618−1640) и Фердинанд Вилхелм (1620−1629), а по-малкият е Албрехт Сигисмунд (1623−1685), епископ на Регенсбург и Фрайзинг.
През 1637 г. Максимилиан Хайнрих отива при чичо си архиепископ Фердинанд и става от 1638 до 1650 г. пропст на Абатство Ст. Гереон. В Кьолн посещава гимназия, след това от 1637 г. се записва в Кьолнския университет. Между 1643 и 1649 г. следва католическа теология в Льовен. В Лиеж става през 1649 г. domdechant. През 1650 г. Максимилиан Хайнрих последва чичо си курфюрст Фердинанд († 1650).
Между 1673 и 1683 г. той се оттегля в абатството Св. Панталеон в Кьолн. Там той живее без своя двор съвсем обикновено и се занимава с алхимия. Колекционира злато, скъпоценни камъни и монети. От младежките си години той е експерт по обработка на скъпоценни камъни. През 1667 г. той пътува инкогнито до Амстердам, за да проучи там въпроси по алхимия. Максимилиан Хайнрих няма метреси.
Умира през 1688 г. в Бон и е погребан в капелата „Три крале“ в катедралата на Кьолн. За негов последник е избран Йозеф Клеменс (1688 – 1723).
- Архиепископ Максимилиан Хайнрих Баварски
- Максимилиан Хайнрих

## Произведения
- Ertz Stiffts Cöllnische Rechts-Ordnung. Jansen, Bonn 1663. Digital, Universitäts- und Landesbibliothek Düsseldorf
- Decreta Et Statuta Dioecesanae Synodi Coloniensis: sub Maximiliano Henrico archiepiscopo Coloniensis anno 1662 celebratae. Busaeus, Coloniae Agrippinae MDCLXVII (Digital, ULB Düsseldorf)